# Reixa del diable
La reixa del diable, cranc, cresta de gallina, geneta, gita o gita de bruixa, múrgara pudent, ou de bruixa, esquitxamerdes o tripes del dimoni (Clathrus ruber, del llatí clathrus (reixa, alhora provinent del grec klêithron, reixa o enreixat) i de ruber, vermell) és un bolet de l'ordre de les fal·lals.
Els fongs de la classe Gasteromycetes constitueixen un grup força heterogeni que es caracteritza per la possessió d'una espècie d'himeni endogen anomenat gleba, tot ell envoltat d'una estructura coneguda com a peridi, un tipus de membrana externa; el peridi pot trobar-se diferenciat en dues o més capes, en cas d'ésser dos la més externa es diu exoperidi i la més interna endoperidi. La gleba es forma dins del cos fructífer, que anomenarem basidiocarp, i fins que ja són madures o pràcticament madures les espores no es troben en contacte amb el medi extern. També pertanyen a aquest grup espècies molt conegudes com l'ou del diable o el pet de llop.

## Noms vernaculars
Català: gita de bruixa, reixa del diable, cranc o cresta de gallina, encara que a les Illes Balears també se'l coneix amb els noms populars de randes o tremelitges de terra.
Castellà: Clatro rojo
Basc: Kailo gorri
Francès: Clathre rouge
Alemany: Gitterling
El nom popular fa referència a la seva olor fastigosa, olor que segurament va associar la creença popular amb el vòmit de bruixa. L'altre nom, el de cranc, sorgeix simplement d'associar la seva forma a la d'un cranc, igualment passa amb el nom reixa del diable.

## Hàbitat
Acostuma a trobar-se en boscos de coníferes, però també en alzinars i estepars. Té un certa tendència a créixer a prop d'arrels en descomposició, i també el podem trobar en parcs i jardins sota els arbustos en sols calcaris o sorrencs lleugerament àcids. És freqüent a la zona mediterrània i, preferentment a una altitud que va dels 100 als 1.000 m sobre el nivell del mar. Se'l pot trobar en els mesos que van des de juny a novembre, encara que en alguns indrets, com ara les Balears, s'ha trobat fins i tot al desembre.

## Morfologia

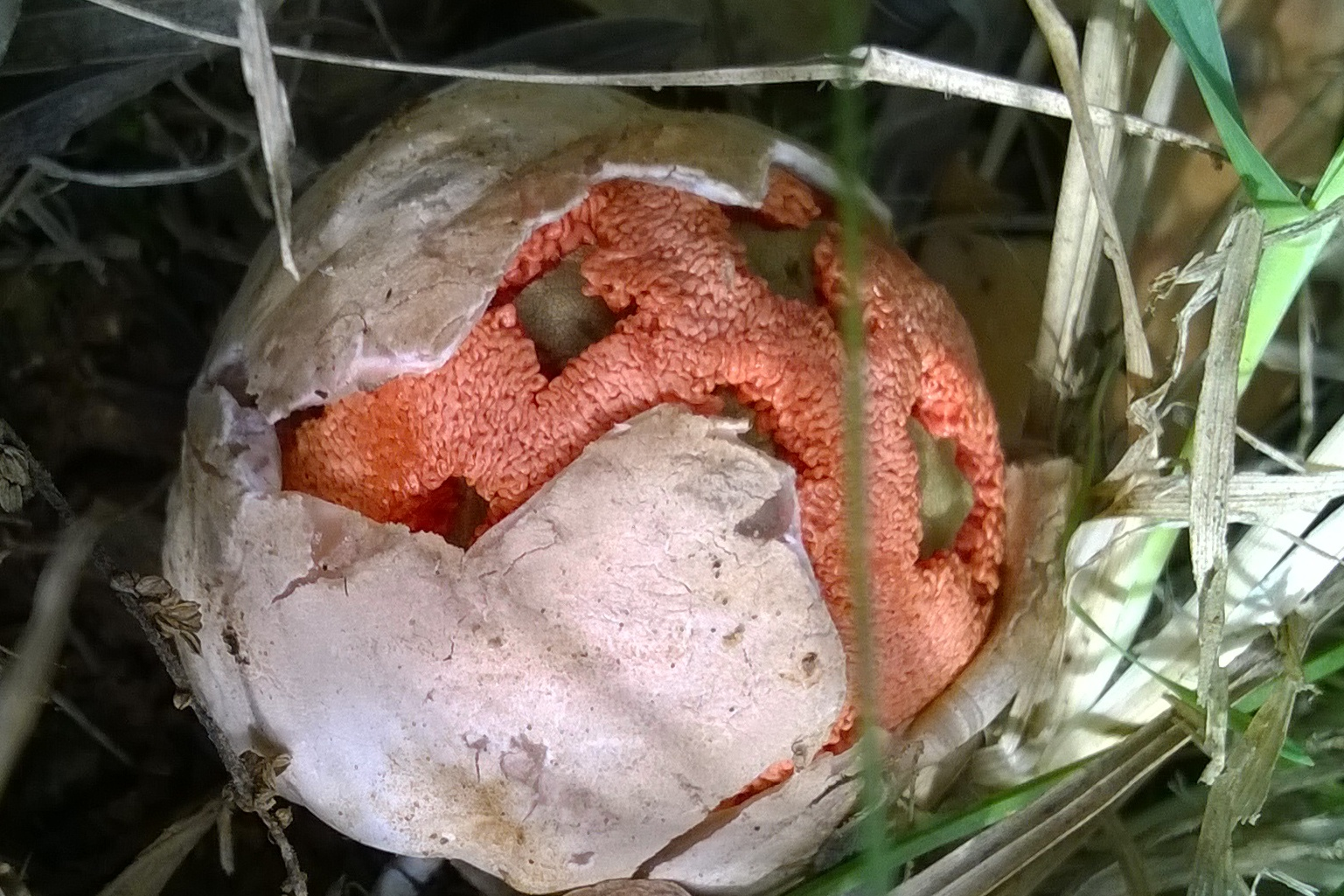
Ou de Reixa del diable al Massís de les Gavarres

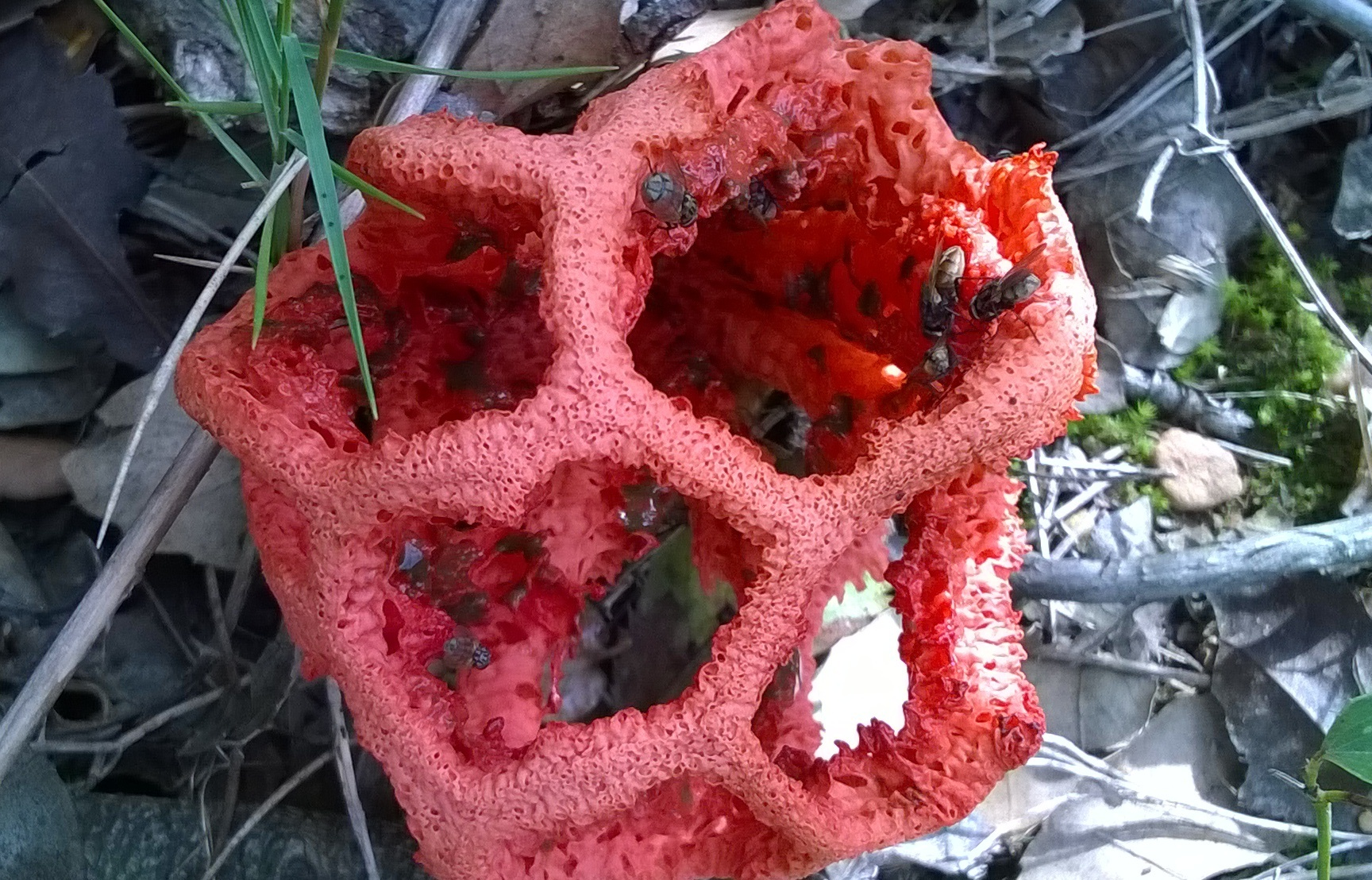
Reixa del diable a les Gavarres

Inicialment creix semisoterrat, el seu campòfor és primerament subglobulós, d'uns 3–5 cm de diàmetre, amb un color blanc venós reticulat i sense lluïssor, sa seva consistència és força tova, a la seva base pot observar-se un allargat cordó rizomorf del mateix color que la resta de l'ou. Mentre roman humit, l'ou té una aparença llisa, però un cop es desseca esdevé estripat.
Un cop comença el desenvolupament del campòfor, aquest fa pressió sobre el peridi que l'envolta i acaba per clivellar-lo, en unes poques hores, es pot observar un receptacle, de consistència esponjosa esfèric o ovoïdal que assoleix un diàmetre d'uns 6–8 cm i fins a uns 10 cm d'alçada, formant una reixa amb branques gruixudes de color vermell o roig corall (color), aquest receptacle és buit i, per tant, força fràgil. És important dir que el basidiocarp madur no té pas peu. A la part interna d'aquest enreixat podem veure la gleba de consistència mucilaginosa que pren una tonalitat verd fosca o bruna i que desprèn una olor fètida i repel·lent que, això no obstant, atrau a les mosques i d'altres dípters que s'empastifen i disseminaran així les espores.
Les espores tenen una forma el·líptica o més aviat gutulades, hialines i d'una mida d'uns 4-5 μm de longitud uns 1,5-2 μm de gruix i de superfície totalment llisa, ja que, per enganxar-se a les mosques fan servir la gleba que és enganxosa.

## Confusions
Aquest gènere engloba d'altres espècies, com ara Clathrus parvulus, però que només és present al continent africà. No hi ha més representants del gènere a Europa.
Si més no, es pot confondre amb Clathrus archeri; aquesta espècie és molt semblant en la seva fase inicial pel seu color i olor, però un cop és oberta és clarament diferent perquè adopta una morfologia tipus "estrella de mar". Sa consistència de la carn és cavernosa i el color de la gleba és una mica més fosc que en el cas de la reixa del diable. Encara que aquesta espècie no és pas originària del continent europeu, sí que s'hi pot trobar, ja que va ser portada des de Nova Zelanda l'any 1914. A Espanya se l'ha trobat al País Basc en boscos de faig i roures, però també en boscos de pins (Pinus radiata). Aquesta espècie s'estima més sols lleugerament àcids, en llocs humits i amb abundants restes vegetals, el que explica que se l'hagi pogut trobar en aquests indrets. Igualment que l'espècie que ens ocupa, no és pas comestible.
En el seu estat d'ou també podria confondre's amb l'ou del diable (Phallus impudicus L.). Aquest ou és blanc i està fixat a terra mitjançant un cordó rizomorf blanc i gruixut. Quan aquest madura, surt el bolet en forma de fal·lus, que té un peu blanc esponjós a la punta del qual trobem la gleba, de color bru i gelatinosa, que també desprèn una olor de carn en descomposició.
Surt a les parts més humides dels boscos amb sòls nitrificats. Aquesta espècie creix des de la primavera fins a la tardor. Els ous són comestibles fins i tot crus, després de treure'ls la capa gelatinosa.